# Best of Dark Horse 1976–1989
Best of Dark Horse 1976–1989 ist das zweite Kompilationsalbum von George Harrison nach der Trennung der Beatles. Gleichzeitig ist es einschließlich der beiden Instrumentalalben aus den 1960er Jahren, der Studioalben, des ersten Kompilationsalbums und des Livealbums das insgesamt 14. Album Harrisons. Es wurde am 17. Oktober 1989 in den USA und am 23. Oktober 1989 in Großbritannien veröffentlicht.

## Entstehungsgeschichte
Seit dem letzten Kompilationsalbum The Best of George Harrison waren 13 Jahre bis zum Zeitpunkt der Veröffentlichung von Best of Dark Horse 1976–1989 vergangen. Im Gegensatz zum ersten Best of stellte George Harrison die Lieder selber zusammen, wobei auf die Singleveröffentlichungen This Song, Faster, Teardrops, I Really Love You und This Is Love verzichtet wurde, stattdessen wurden Albentitel ausgewählt.
Seit den 1980er Jahren war es nicht unüblich für Best-of- oder Greatest-Hits-Kompilationsalben noch nicht veröffentlichte Lieder zu verwenden. Poor Little Girl, Cockamamie Blues und Cheer Down waren bis dato neue oder unveröffentlichte Lieder, wobei Cheer Down ein Bestandteil des Soundtracks für Lethal Weapon II war, der im August 1989 veröffentlicht wurde.

## Covergestaltung
Das Design des Covers stammt von der Firma Wherefore Art?, das Foto von Terry O’Neill. Der CD liegt ein 16-seitiges Begleitheft bei, das die Liedtexte des Albums enthält.

## Titelliste
Alle Titel wurden von George Harrison geschrieben, soweit nicht anders vermerkt.
1. Poor Little Girl – 4:33
Zuvor unveröffentlicht.
2. Blow Away – 3:59
Zuvor im Februar 1979 als Single und auf dem Album George Harrison veröffentlicht.
3. That’s The Way It Goes – 3:34
Zuvor im November 1982 auf dem Album Gone Troppo veröffentlicht.
4. Cockamamie Business – 5:15
Zuvor unveröffentlicht.
5. Wake Up My Love – 3:32
Zuvor im Oktober 1982 als Single und auf dem Album Gone Troppo veröffentlicht.
6. Life Itself – 4:24
Zuvor im Juni 1981 auf dem Album Somewhere in England veröffentlicht.
7. Got My Mind Set on You (Rudy Clark) – 3:51
Zuvor im Oktober 1987 als Single und im November 1987 auf dem Album Cloud Nine veröffentlicht.
8. Crackerbox Palace – 3:56
Zuvor im November 1976 auf dem Album Thirty Three & 1/3 und im Januar 1977 als Single veröffentlicht.
9. Cloud 9 – 3:14
Zuvor im November 1987 auf dem Album Cloud Nine veröffentlicht.
10. Here Comes the Moon – 4:09
Zuvor im Februar auf dem Album George Harrison veröffentlicht.
11. Gone Troppo – 4:23
Zuvor im November 1982 auf dem Album Gone Troppo veröffentlicht. Nur auf der CD-Version der Kompilation enthalten.
12. When We Was Fab (George Harrison/Jeff Lynne) – 3:56
Zuvor im November 1987 auf dem Album Cloud Nine und im Januar 1988 als Single veröffentlicht.
13. Love Comes to Everyone – 3:40
Zuvor im Februar auf dem Album George Harrison und im April 1979 als Single veröffentlicht.
14. All Those Years Ago – 3:44
Zuvor im Mai 1981 als Single und im Juni 1981 auf dem Album Somewhere in England veröffentlicht.
15. Cheer Down (George Harrison/Tom Petty) – 4:08
Zuvor im August 1989 auf dem Soundtrack-Album zum Spielfilm Lethal Weapon II und als Single veröffentlicht.

## Wiederveröffentlichungen
Die Erstveröffentlichung im CD-Format erfolgte im Oktober 1989 parallel zur Schallplattenveröffentlichung mit Gone Troppo als Bonustitel. Das Album wurde bisher nicht in einer neu remasterten Version als CD bei der EMI Group wiederveröffentlicht und ist somit auch nicht mehr als Neuware erhältlich.

## Single-Auskopplungen

### Cheer Down
Am 22. August 1989 erschien in den USA die Singlevorabauskopplung Cheer Down / That’s What It Takes, Deutschland und Großbritannien folgte am 27. November 1989 mit der Single Cheer Down / Poor Little Girl. In Europa erschien auch die 12″-Vinyl-Maxisingle und 3″-CD Cheer Down / Poor little Girl / Crackerbox Palace.

### Poor Little Girl
In Japan wurde im Jahr 1989 die 3″-CD-Single Poor Little Girl / Gone Troppo veröffentlicht.
Im November 1989 wurde in den USA die editierte CD-Promotionsingle Poor little Girl veröffentlicht.

## Chartplatzierungen
| ChartsChartplatzierungen       | Höchstplatzierung | Wochen |
| ------------------------------ | ----------------- | ------ |
| Vereinigte Staaten (Billboard) | 132 (6 Wo.)       | 6      |